# Liste von Freundschaftsverträgen
Dies ist eine Liste von Freundschaftsverträgen
- Frieden und Freundschaftsvertrag von Barcelona (1493)
- Freundschaftsvertrag von Hannover, 1710 zwischen Kurfürstentum Hannover und dem Russischen Zarentum
- Friedens- und Freundschaftsvertrag von Algier, 1795 zwischen den USA und der Regentschaft Algier, Osmanisches Reich
- Englisch-Japanischer Freundschaftsvertrag, 1854
- Japanisch-Amerikanischer Handels- und Freundschaftsvertrag, 1858
- Japanisch-Koreanischer Freundschaftsvertrag, 1876
- Freundschaftsvertrag zwischen dem Deutschen Reich und Tonga, 1876
- Freundschaftsvertrag von Wetschale, 1889 zwischen Abessinien und Italien
- Friedens- und Freundschaftsvertrag von Angora, 1925 zwischen dem Königreich Bulgarien und der Türkei
- Sowjetisch-iranischer Freundschaftsvertrag, 1921
- Berliner Vertrag (1926)
- Italienisch-Äthiopischer Freundschaftsvertrag, 1928
- Deutsch-Sowjetischer Grenz- und Freundschaftsvertrag, 1939
- Deutsch-türkischer Freundschaftsvertrag, 1941
- US-Iranischer Freundschaftsvertrag, 1955
- Deutsch-französischer Freundschaftsvertrag, 1963
- Russisch-ukrainischer Freundschaftsvertrag, 1997
- Italienisch-Libyscher Freundschaftsvertrag, 2008
- Bulgarisch-nordmazedonischer Freundschaftsvertrag, 2017
- Französisch-Italienischer Freundschaftsvertrag, 2021
- Französisch-Spanischer Freundschaftsvertrag, 2023
- Britisch-deutscher Freundschaftsvertrag, 2025